# Bahamiola orbitalis
Bahamiola orbitalis är en tvåvingeart som beskrevs av Carroll William Dodge 1965. Bahamiola orbitalis ingår i släktet Bahamiola och familjen köttflugor.
Artens utbredningsområde är Bahamas. Inga underarter finns listade i Catalogue of Life.